# 教育航空集団
教育航空集団（きょういくこうくうしゅうだん、英称：Air Training Command）とは、主に海上自衛隊が運用する航空機の操縦士や戦術航空士を含む航空士を養成する組織である。司令部は千葉県柏市の下総航空基地におかれている。教育航空集団司令官は海将をもって充てられており、防衛大臣から直接指揮監督を受ける。なお航空自衛隊の航空教育集団も英訳は同じAir Training Commandであるが、こちらは飛行要員以外の教育も任務としており、教育航空集団と深い関係は無い。
航空機整備員や航空基地要員の教育訓練は海上自衛隊第3術科学校で行われる。

## 沿革
- 1958年（昭和33年）
  - 2月1日：岩国航空教育隊が新編。
  - 12月16日：鹿屋航空隊教育部が鹿屋教育航空隊として独立、岩国航空教育隊が岩国教育航空隊に改称。
- 1961年（昭和36年）9月1日：「教育航空集団」が新編。

※ 岩国教育航空隊が岩国教育航空群に、鹿屋教育航空隊が鹿屋教育航空群に、徳島航空隊第14飛行隊が第204教育航空隊に、館山航空隊第151飛行隊が第211教育航空隊に、館山航空隊教育部が第221教育航空隊にそれぞれ改編し、隷下に編入。
※ 新編時の教育航空集団の編成
- 司令部：岩国航空基地
- 鹿屋教育航空群（司令部・第201教育航空隊（SNJ、P2V-7）・第203教育航空隊（PV-2、R4D）・第205教育航空隊・第201支援整備隊）
- 岩国教育航空群（司令部・第202教育航空隊（SNB、B-65P）・第202支援整備隊・岩国航空基地隊）
- 第204教育航空隊（S2F-1：徳島）・第211教育航空隊（Bell、S-55：館山）・第221教育航空隊（館山）

- 1963年（昭和38年）9月1日：司令部が岩国航空基地から宇都宮航空基地（現・北宇都宮駐屯地）に移転。岩国教育航空群が廃止、宇都宮教育航空群を新編。
- 1964年（昭和39年）7月25日：臨時小月派遣隊を新編。
- 1965年（昭和40年）3月25日：小月教育航空群を新編。第204教育航空隊が鹿屋教育航空群隷下に編成替え。
- 1967年（昭和42年）7月28日：自衛隊法の一部改正により教育航空集団司令を教育航空集団司令官に改称[3]。
- 1968年（昭和43年）11月30日：第221教育航空隊が小月教育航空群隷下に編成替え。
- 1971年（昭和46年）7月1日：鹿屋教育航空群第204教育航空隊が廃止。
- 1973年（昭和48年）
  - 2月20日：司令部が宇都宮航空基地から下総航空基地に移転。
  - 3月1日：宇都宮教育航空群が廃止。徳島教育航空群を新編。
- 1974年（昭和49年）
  - 2月16日：教育航空集団の改編。

  1. 下総教育航空群を新編。
  2. 鹿屋教育航空群が廃止、同群隷下の第203教育航空隊を教育航空集団直轄に編成替え。
  3. 第211教育航空隊が館山航空基地から鹿屋航空基地へ移転。

  - 5月16日：鹿屋教育航空群（司令部・第203教育航空隊・第211教育航空隊・第204支援整備隊）を再編。
- 1987年（昭和62年）12月1日：教育航空集団の改編。

1. 鹿屋教育航空群が廃止。同群隷下の第211教育航空隊は教育航空集団直轄に編成替え、第203教育航空隊は廃止。
2. 下総教育航空群隷下にP-3C教育航空隊として第206教育航空隊が新編。

- 1997年（平成09年）3月24日：隊番号の変更。

1. 下総教育航空群隷下の第206教育航空隊を「第203教育航空隊」に、第201支援整備隊を「第203支援整備隊」に改称。
2. 小月教育航空群隷下の第221教育航空隊を「小月教育航空隊」に、第203支援整備隊を「第201支援整備隊」に改称。

- 1998年（平成10年）12月8日：補給整備部門の組織改編により、各航空群隷下の支援整備隊と航空基地隊補給隊を統合し、整備補給隊に改編。
- 2011年（平成23年）6月1日：YS-11T-Aが全機除籍となり、下総教育航空群隷下の第205教育航空隊が廃止。
- 2016年（平成28年）3月31日：第211教育航空隊所属のOH-6DAが全機除籍。
- 2018年（平成30年）3月23日：第211教育航空隊を「第211教育航空隊」（回転翼基礎課程及び計器飛行課程担任）と「第212教育航空隊」（実用機課程担任）に分離改編[4][5]。
- 2024年（令和06年）4月2日：下総教育航空群隷下の第203教育航空隊にP-1が配備[6][7]。

## 部隊編成
- 教育航空集団司令部（下総航空基地）
- 下総教育航空群（下総航空基地）
  - 第203教育航空隊：P-3C、P-1
  - 第203整備補給隊
  - 下総航空基地隊
- 徳島教育航空群（徳島航空基地）
  - 第202教育航空隊：TC-90
  - 第202整備補給隊
  - 徳島航空基地隊
- 小月教育航空群（小月航空基地）
  - 第201教育航空隊：T-5
  - 小月教育航空隊
  - 第201整備補給隊
  - 小月航空基地隊
- 第211教育航空隊（鹿屋航空基地）：TH-135[4]
- 第212教育航空隊（鹿屋航空基地）：SH-60K[4]

## 主要幹部
| 官職名             | 階級    | 氏名     | 補職発令日     | 前職                   |
| ------------------ | ------- | -------- | -------------- | ---------------------- |
| 教育航空集団司令官 | 海将    | 國見泰寛 | 2024年03月28日 | 横須賀地方総監部幕僚長 |
| 幕僚長             | 1等海佐 | 和田和起 | 2025年06月30日 | 第111航空隊司令        |
| 教育主任幕僚       | 1等海佐 | 橋口剛   | 2025年06月30日 | 第61航空隊司令         |

| 代                                              | 氏名                                            | 在職期間                                        | 出身校・期                                      | 前職                                                       | 後職                                            | 備考                                            |
| 教育航空集団司令（海将補/1967年3月1日以降海将） | 教育航空集団司令（海将補/1967年3月1日以降海将） | 教育航空集団司令（海将補/1967年3月1日以降海将） | 教育航空集団司令（海将補/1967年3月1日以降海将） | 教育航空集団司令（海将補/1967年3月1日以降海将）            | 教育航空集団司令（海将補/1967年3月1日以降海将） | 教育航空集団司令（海将補/1967年3月1日以降海将） |
| ----------------------------------------------- | ----------------------------------------------- | ----------------------------------------------- | ----------------------------------------------- | ---------------------------------------------------------- | ----------------------------------------------- | ----------------------------------------------- |
| 01                                              | 大野義高                                        | 1961年9月1日 1963年4月30日                      | 海兵59期                                        | 海上幕僚監部経理補給部副部長 →1961年7月15日 海上幕僚監部付 | 航空集団司令官                                  | 兼 岩国教育航空群司令                           |
| 02                                              | 岡本晴年                                        | 1963年5月1日 1964年12月15日                     | 海兵60期                                        | 第1航空群司令                                              | 海上自衛隊幹部候補生学校長                      | 1963年5月1日 - 9月1日 兼 岩国教育航空群司令     |
| 03                                              | 武田春雄                                        | 1964年12月16日 1965年12月15日                   | 海兵60期                                        | 第2航空群司令                                              | 海上幕僚監部付 →1966年1月1日 退職               |                                                 |
| 04                                              | 高橋定                                          | 1965年12月16日 1967年1月15日                    | 海兵61期                                        | 第3航空群司令                                              | 海上自衛隊第1術科学校長                         | 1966年7月1日 海将昇任                           |
| 05                                              | 伊吹正一                                        | 1967年1月16日 1967年7月27日                     | 海兵62期                                        | 第2航空群司令                                              | 教育航空集団司令官                              | 海将                                            |
| 教育航空集団司令官（海将）                      |                                                 |                                                 |                                                 |                                                            |                                                 |                                                 |
| 01                                              | 伊吹正一                                        | 1967年7月28日 1967年12月31日                    | 海兵62期                                        | 教育航空集団司令                                           | 航空集団司令官                                  |                                                 |
| 02                                              | 内田 泰                                         | 1968年1月1日 1968年12月15日                     | 海兵64期                                        | 海上幕僚監部防衛部副部長                                   | 航空集団司令部付 →1969年1月1日 航空集団司令官   | 海将補                                          |
| 03                                              | 安藤信雄                                        | 1968年12月16日 1971年1月15日                    | 海兵65期                                        | 海上幕僚監部防衛部副部長                                   | 航空集団司令官                                  | 就任時海将補 1970年1月1日 海将昇任              |
| 04                                              | 鮫島博一                                        | 1971年1月16日 1972年12月15日                    | 海兵66期                                        | 海上幕僚監部防衛部長                                       | 航空集団司令官                                  |                                                 |
| 05                                              | 肥田真幸                                        | 1972年12月16日 1973年11月30日                   | 海兵67期                                        | 第1航空群司令                                              | 航空集団司令官                                  | 海将補                                          |
| 06                                              | 植草重信                                        | 1973年12月1日 1975年3月16日                     | 海兵69期                                        | 統合幕僚会議事務局 第3幕僚室長                             | 大湊地方総監                                    | 就任時海将補 1974年12月5日 海将昇任             |
| 07                                              | 青木国雄                                        | 1975年3月17日 1976年6月30日                     | 海兵70期                                        | 横須賀地方総監部幕僚長                                     | 舞鶴地方総監                                    | 就任時海将補 1976年3月16日 海将昇任             |
| 08                                              | 宮澤正介                                        | 1976年7月1日 1977年6月30日                      | 海兵71期                                        | 第2航空群司令                                              | 航空集団司令官                                  | 就任時海将補 1977年2月1日 海将昇任              |
| 09                                              | 岸本一郎                                        | 1977年7月1日 1979年1月31日                      | 海兵72期                                        | 海上幕僚監部監察官                                         | 退職                                            |                                                 |
| 10                                              | 杉浦喜義                                        | 1979年2月1日 1980年2月14日                      | 海兵73期                                        | 海上幕僚監部調査部長                                       | 佐世保地方総監                                  |                                                 |
| 11                                              | 土橋琢治                                        | 1980年2月15日 1980年7月31日                     | 海兵74期                                        | 第1航空群司令                                              | 海上幕僚監部付 →1980年10月18日 死去             |                                                 |
| 12                                              | 小崎啓介                                        | 1980年8月1日 1981年6月30日                      | 海兵74期                                        | 第1航空群司令                                              | 海上幕僚監部付 →1981年7月7日 停年退官           | 海将補                                          |
| 13                                              | 重野正夫                                        | 1981年7月1日 1983年2月15日                      | 海兵75期                                        | 第4航空群司令                                              | 自衛艦隊司令部付 →1983年3月16日 航空集団司令官  | 就任時海将補 1983年1月1日 海将昇任              |
| 14                                              | 古閑健一郎                                      | 1983年2月16日 1984年1月16日                     | 熊本大・ 3期幹候                                | 第4航空群司令 →1983年1月20日 航空集団司令部付              | 航空集団司令官                                  | 就任時海将補 1983年8月1日 海将昇任              |
| 15                                              | 坂入和郎                                        | 1984年1月17日 1985年6月30日                     | 青学大・ 3期幹候                                | 自衛艦隊司令部幕僚長                                       | 統合幕僚学校長                                  |                                                 |
| 16                                              | 寺井愛宕                                        | 1985年7月1日 1986年6月16日                      | 海保大2期・ 6期幹候                             | 第4航空群司令                                              | 航空集団司令官                                  |                                                 |
| 17                                              | 富田成昭                                        | 1986年6月17日 1987年7月6日                      | 鹿児島大・ 6期幹候                              | 海上自衛隊幹部学校長                                       | 大湊地方総監                                    |                                                 |
| 18                                              | 岡部文雄                                        | 1987年7月7日 1988年7月6日                       | 防大2期                                         | 海上幕僚監部防衛部長                                       | 舞鶴地方総監                                    |                                                 |
| 19                                              | 原田政昭                                        | 1988年7月7日 1989年8月30日                      | 防大3期                                         | 海上幕僚監部総務部長                                       | 海上幕僚副長                                    |                                                 |
| 20                                              | 齊藤又三郎                                      | 1989年8月31日 1991年3月15日                     | 防大2期                                         | 統合幕僚会議事務局第2幕僚室長                              | 航空集団司令官                                  |                                                 |
| 21                                              | 林 赳夫                                         | 1991年3月16日 1992年6月15日                     | 防大2期                                         | 自衛艦隊司令部幕僚長                                       | 退職                                            |                                                 |
| 22                                              | 夏川和也                                        | 1992年6月16日 1993年6月30日                     | 防大6期                                         | 海上幕僚監部人事教育部長                                   | 海上幕僚副長                                    |                                                 |
| 23                                              | 佐伯聖二                                        | 1993年7月1日 1994年6月30日                      | 防大7期                                         | 海上幕僚監部防衛部長                                       | 海上幕僚副長                                    |                                                 |
| 24                                              | 杉山靖樹                                        | 1994年7月1日 1995年6月29日                      | 防大8期                                         | 統合幕僚会議事務局第3幕僚室長                              | 航空集団司令官                                  |                                                 |
| 25                                              | 藤田幸生                                        | 1995年6月30日 1996年6月30日                     | 防大9期                                         | 海上幕僚監部防衛部長                                       | 航空集団司令官                                  |                                                 |
| 26                                              | 仲摩徹彌                                        | 1996年7月1日 1997年6月30日                      | 防大10期                                        | 阪神基地隊司令                                             | 航空集団司令官                                  |                                                 |
| 27                                              | 石川 亨                                         | 1997年7月1日 1999年7月8日                       | 防大11期                                        | 海上幕僚監部防衛部長                                       | 佐世保地方総監                                  |                                                 |
| 28                                              | 角田陽三                                        | 1999年7月9日 2000年3月29日                      | 防大11期                                        | 自衛艦隊司令部幕僚長                                       | 航空集団司令官                                  |                                                 |
| 29                                              | 小串 茂                                         | 2000年3月30日 2002年3月21日                     | 防大13期                                        | 佐世保地方総監部幕僚長                                     | 航空集団司令官                                  |                                                 |
| 30                                              | 中島榮一                                        | 2002年3月22日 2003年3月26日                     | 防大15期                                        | 自衛艦隊司令部幕僚長                                       | 海上自衛隊幹部学校長                            |                                                 |
| 31                                              | 荒川堯一                                        | 2003年3月27日 2004年8月29日                     | 防大16期                                        | 自衛艦隊司令部幕僚長                                       | 海上幕僚副長                                    |                                                 |
| 32                                              | 半田謙次郎                                      | 2004年8月30日 2006年3月26日                     | 防大17期                                        | 海上幕僚監部人事教育部長                                   | 呉地方総監                                      |                                                 |
| 33                                              | 宮本治幸                                        | 2006年3月27日 2007年7月3日                      | 防大16期                                        | 大湊地方総監                                               | 退職                                            |                                                 |
| 34                                              | 倉本憲一                                        | 2007年7月4日 2009年3月23日                      | 防大19期                                        | 海上自衛隊幹部学校長                                       | 航空集団司令官                                  |                                                 |
| 35                                              | 方志春亀                                        | 2009年3月24日 2011年8月4日                      | 防大20期                                        | 舞鶴地方総監                                               | 退職                                            |                                                 |
| 36                                              | 鮒田英一                                        | 2011年8月5日 2012年7月25日                      | 東京大・ 31期幹候                               | 海上幕僚監部人事教育部長                                   | 海上幕僚副長                                    |                                                 |
| 37                                              | 小野原正信                                      | 2012年7月26日 2013年8月21日                     | 防大22期                                        | 海上自衛隊補給本部長                                       | 退職                                            |                                                 |
| 38                                              | 坂田竜三                                        | 2013年8月22日 2014年12月14日                    | 防大26期                                        | 横須賀地方総監部幕僚長                                     | 大湊地方総監                                    |                                                 |
| 39                                              | 池 太郎                                         | 2014年12月15日 2016年6月30日                    | 防大27期                                        | 海上自衛隊幹部候補生学校長                                 | 呉地方総監                                      |                                                 |
| 40                                              | 渡邊剛次郎                                      | 2016年7月1日 2018年3月26日                      | 防大29期                                        | 海上幕僚監部防衛部長                                       | 横須賀地方総監                                  |                                                 |
| 41                                              | 西成人                                          | 2018年3月27日 2020年8月24日                     | 防大30期                                        | 横須賀地方総監部幕僚長                                     | 海上幕僚副長                                    |                                                 |
| 42                                              | 森田義和                                        | 2020年8月25日 2022年3月29日                     | 防大30期                                        | 呉地方総監部幕僚長                                         | 退職                                            |                                                 |
| 43                                              | 大町克士                                        | 2022年3月30日 2024年3月27日                     | 防大34期                                        | 海上幕僚監部防衛部長                                       | 海上自衛隊補給本部長                            |                                                 |
| 44                                              | 國見泰寛                                        | 2024年3月28日                                   | 防大35期                                        | 横須賀地方総監部幕僚長                                     |                                                 |                                                 |